# Pseudoneureclipsis thuparama
Pseudoneureclipsis thuparama är en nattsländeart som beskrevs av Schmid 1958. Pseudoneureclipsis thuparama ingår i släktet Pseudoneureclipsis och familjen fångstnätnattsländor. Inga underarter finns listade i Catalogue of Life.